# Eberndorf
Eberndorf (slovenska: Dobrla vas) är en ort och kommun i Österrike. Den ligger i distriktet Völkermarkt i förbundslandet Kärnten, 220 km sydväst om huvudstaden Wien. 
Kommunen består av 24 orter (Ortschaften) (inom parentes invånarantal 1 januari 2024):

- Buchbrunn (79)
- Buchhalm (119)
- Eberndorf (1 192)
- Edling (171)
- Gablern (253)
- Graben (0)
- Gösselsdorf (611)
- Hart (167)
- Hof (59)
- Homitzberg (24)
- Humtschach (133)
- Kohldorf (69)
- Köcking (217)
- Kühnsdorf (1 544)
- Loibegg (109)
- Mittlern (554)
- Mökriach (82)
- Oberburg (74)
- Pribelsdorf (215)
- Pudab (19)
- St. Marxen (113)
- Seebach (74)
- Unterbergen (18)
- Wasserhofen (18)